# Севеламер
Севеламер — це лікарський засіб, що зв'язує фосфати, який використовується для лікування гіперфосфатемії у пацієнтів із хронічною хворобою нирок. При прийомі під час їжі він зв'язується з харчовим фосфатом і перешкоджає його засвоєнню. Севеламер був винайдений і розроблений компанією GelTex Pharmaceuticals. Продається компанією Sanofi під торговими марками Renagel (севеламеру гідрохлорид) і Renvela (севеламеру карбонат).

## Хімія і фармакологія
Севеламер складається з поліаліламіну, зв'язаного епіхлоргідрином. Зареєстрована форма гідрохлориду севеламера є частковою гідрохлоридною сіллю, яка містить приблизно 40 % гідрохлориду аміну та 60 % основи севеламера. В кишечнику амінні групи севеламера стають частково протонованими та взаємодіють з фосфатними іонами через іонні та водневі зв'язки.

## Медичне використання
Севеламер використовується для лікування гіперфосфатемії у дорослих пацієнтів із хронічною хворобою нирок 4 та 5 стадії (ХНН), які перебувають на гемодіалізі. Його ефективність щодо зниження рівня фосфатів подібна до ефективності ацетату кальцію, але без супутнього ризику гіперкальціємії та артеріальної кальцифікації. У пацієнтів із ХХН також було показано, що він знижує рівень ЛПНЩ та холестерину.

## Протипоказання
Терапія севеламером протипоказана при гіпофосфатемії або кишковій непрохідності. При гіпофосфатемії севеламер може погіршити стан шляхом подальшого зниження рівня фосфатів у крові, що може бути летальним.

## Несприятливі ефекти
При застосуванні севеламеру можуть спостерігатися несприятливі реакції: нудота та блювання, запор, діарея, біль у шлунку, печія, гази.

## Інші ефекти
Севеламер може значно знизити рівень сечової кислоти в сироватці крові. Це зниження не має відомого шкідливого ефекту та може бути корисним для пацієнтів з подагрою.
Севеламер здатний секвеструвати кінцеві продукти глікації (AGE) у кишечнику, запобігаючи їх всмоктуванню в кров. AGE сприяють окислювальному стресу, який може пошкодити клітини (наприклад, бета-клітини, які виробляють інсулін у підшлунковій залозі). Як пояснюють Влассара та Урібаррі в огляді AGEs за 2014 рік, це може пояснити, чому севеламер, але не карбонат кальцію (фосфатний зв'язувач, який не секвеструє AGE), знижує рівень AGE в крові, а також окислювальний стрес і маркери запалення.